# 1260-1269
De jaren 1260-1269 (van de christelijke jaartelling) zijn een decennium in de 13e eeuw.

## Gebeurtenissen

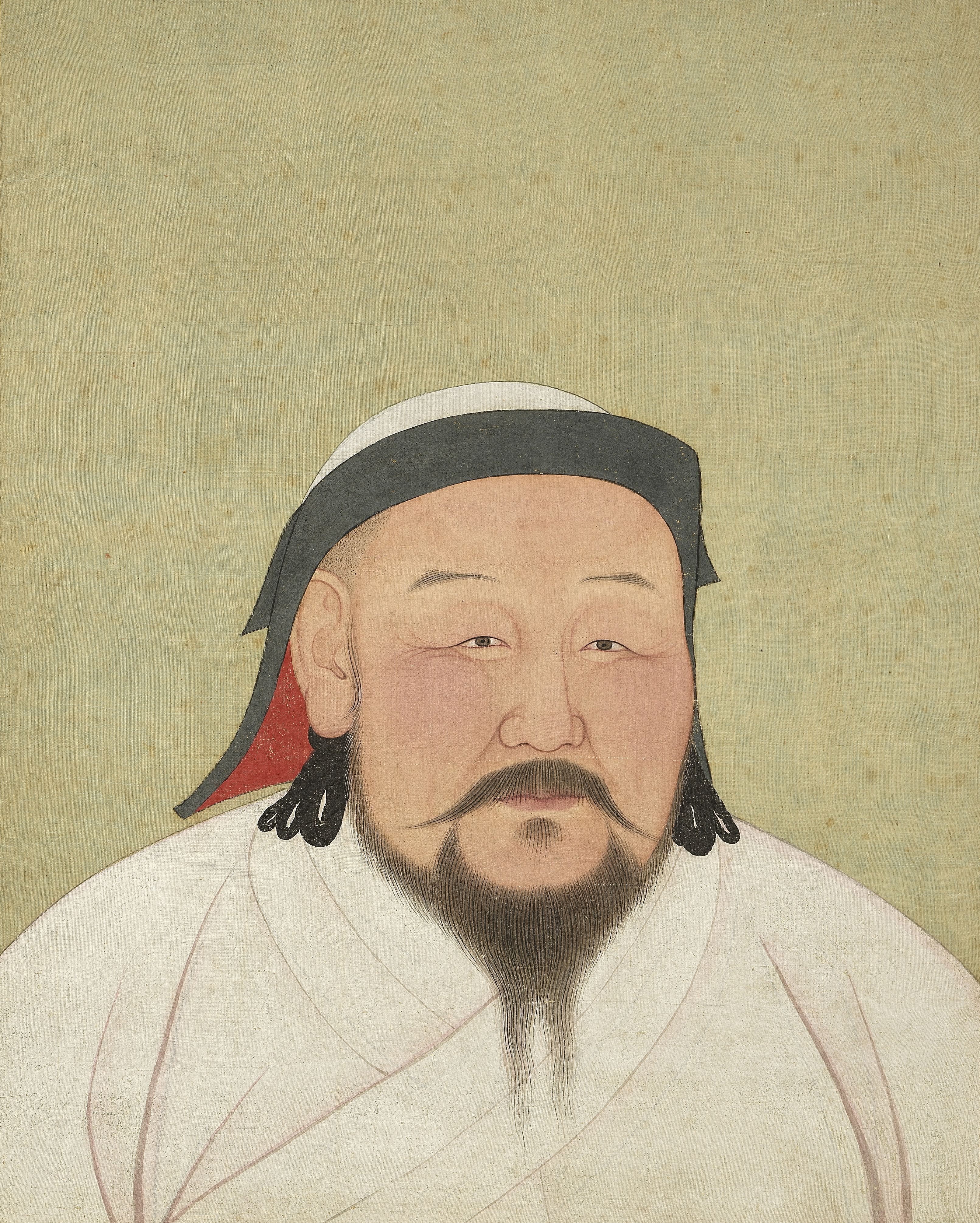
Koeblai Khan

### Mongoolse Rijk
- 1260-1264. Toluidische Successieoorlog
- 1262 : Oorlog tussen Hulagu Khan en Berke Khan. Berke, die zich bekeert heeft tot de islam, verdedigt zijn geloofsgenoten.
- 1264 : Koeblai Khan komt als overwinnaar uit de successieoorlog. Hij verplaatst de hoofdstad van het rijk naar Xanadu.
- 1265 : Nogai Khan valt het Byzantijnse Rijk aan. Keizer Michaël VIII Palaiologos geeft zijn dochter Euphrosyne Palaiologina ten huwelijk.
- 1266 : Berke Khan van de Gouden Horde sterft, hij wordt opgevolgd door Mengu Timur.
- 1266 : Koeblai Khan krijgt het bezoek van Niccolò en Maffeo Polo.

### Levant
- 1260 : Slag bij Ain Jalut. Baibars verslaat de Mongolen.
- 1260 : Baibars vermoordt Qutuz, de sultan van Egypte, en neemt zelf de titel.
- 1261 : Al-Mustansir is de eerste Kalief vanuit Caïro.
- 1268 : Beleg van Antiochië. Het Vorstendom Antiochië valt in de handen van de Mammelukkensultanaat Caïro.
- 1268 : Ook het Graafschap Jaffa en Ascalon valt in de handen van de mammelukken.
- 1269 : Koning Lodewijk IX van Frankrijk roept op voor de Achtste Kruistocht.

### Noordelijke Kruistochten
- 1260 : Slag bij Durbe. De Duitse Orde wordt verslagen, daarna brak de Grote Pruisische Opstand uit.
- 1263 : Koning Mindaugas van Litouwen wordt vermoord, het land keert zich terug af van het christendom.

### Byzantijnse Rijk
- 1261 : Michaël VIII Palaiologos sticht de laatste dynastie van keizers van Byzantium, de Paleologen. De laatste Latijnse keizer, Boudewijn II van Namen, vlucht naar Euboea.

### Italië
- 1262 : Paus Urbanus IV excommuniceert Manfred van Sicilië en verkoopt zijn bezittingen aan Karel van Anjou, broer van Lodewijk IX.
- 1266 : Slag bij Benevento. Manfred sneuvelt.
- 1267 : Konradijn, de neef van Manfred, eist de troon op.
- 1268 : Slag bij Tagliacozzo. Konradijn sneuvelt dit betekent het einde van de Hohenstaufen in Zuid-Italië en het begin van het Huis Anjou-Sicilië.
- 1268 : Paus Clemens IV sterft, de pausstoel zal drie jaar vacant blijven.

### Europa
- Koning Hendrik III van Engeland krijgt een Pauselijke bul, die hem verlost van de Provisions of Oxford. Een burgeroorlog breekt uit tussen de koning en de aristocratie van Engeland.
- De Guadiana wordt de officiële grens tussen Spanje en Portugal, en blijft dat tot op de dag van vandaag.
- Koning Alexander III van Schotland verslaat de Vikingarmada van Haakon IV van Noorwegen. Het Verdrag van Perth maakt een einde aan de oorlog tussen Schotland en Noorwegen.
- Koning Jacobus I van Aragón verovert Crevillent van de Moren tijdens de reconquista. Koning Alfons X van Castilië verovert Alicante.
- Jacobus I van Aragón verovert de steden Elx en Orihuela van de Moren, waarmee een einde komt aan 500 jaar Islamitische overheersing.

#### Lage Landen
- 1263 : Margaretha II van Vlaanderen koopt de rechten over het Graafschap Namen.
- 1265 : Gwijde van Dampierre, zoon van Margaretha, huwt met Isabella van Luxemburg, dochter van Hendrik V van Luxemburg, de vorige graaf van Namen.
- 1267 : Jan van Nassau wordt tot bisschop gekozen. Jan is verwant aan de Graven van Gelre, die op deze manier proberen meer invloed te krijgen in het Sticht. In deze periode ziet men juist dat de grote steden steeds meer los willen komen van de landadel en soeverein besluiten wil nemen. De Heren van Amstel en Woerden zijn tegen Jan van Nassau.

## Kunst en cultuur

### Muziek
- De priester en musicus Franco van Keulen schrijft 'Ars cantus mensurabilis', een geschrift waarin hij de mensurale notatie beschrijft.

## Personalia
Geboren
- 1264 - Paus Clemens V
- 1265 - Dante Alighieri

Overleden
- 1264 - Paus Urbanus IV
- 1266 - Berke, Khan van de Gouden Horde
- 1266 - Birger Jarl, Zweeds regent en stichter van Stockholm

<< · 1260 · 1261 · 1262 · 1263 · 1264 · 1265 · 1266 · 1267 · 1268 · 1269 · >>
<< · 1200-1209 · 1210-1219 · 1220-1229 · 1230-1239 · 1240-1249 · 1250-1259 · 1260-1269 · 1270-1279 · 1280-1289 · 1290-1299 · >>